# Labeo barbatus
Labeo barbatus és una espècie de peix cipriniforme de la família dels ciprínids. que habita a la conca del riu Congo. Els mascles poden assolir els 56,2 cm de longitud total.